# Sheridan Lake
Sheridan Lake est une ville américaine située dans le comté de Kiowa dans le Colorado.
La ville est nommée en l'honneur du colonel Phil Sheridan, qui chassait le bison dans la région.

## Démographie
| 1960 | 1970 | 1980 | 1990 | 2000 | 2010 |
| ---- | ---- | ---- | ---- | ---- | ---- |
| 90   | 86   | 87   | 95   | 66   | 88   |

Selon le recensement de 2010, Sheridan Lake compte 88 habitants. La municipalité s'étend sur 0,32 milles carrés (0,83 km2).